# Paavo Nurmi
Paavo Johannes Nurmi (n. 13 iunie 1897, Åbo, Imperiul Rus – d. 2 octombrie 1973, Helsingfors, Finlanda) a fost un atlet finlandez specializat pe alergare pe distanțe medii și mari. Poreclit „Finlandezul zburător”, era considerat între anii 1920 și 1930 unul dintre cei mai buni atleți din lume. Din trei participări la Jocurile Olimpice a câștigat 9 medalii de aur și 3 medalii de argint. La Paris 1924 a devenit primul sportiv care a cucerit cinci titluri olimpice. A doborât 22 de recorduri mondiale de la 1.500 m până la 20.000 m.

## Carieră

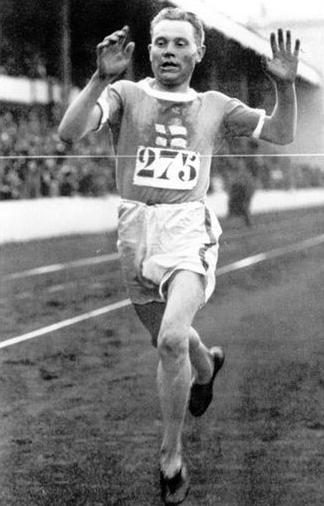
Nurmi la JO din 1920 de la Anvers

S-a născut într-o familie de clasa muncitoare. Tatăl său, tâmplar de meserie, a murit în 1910, lăsând cinci copii orfani. Paavo, fiind cel mai mare, a renunțat la școală la vârsta de 12 ani pentru a susține financiar familia. Deja pasionat de alergare și înot, s-a entuziasmat pentru Hannes Kolehmainen, care a cucerit trei medalii de aur olimpice la Jocurile Olimpice din 1912 de la Stockholm. S-a legitimat la clubul Turun Urheiluliitto, unde a înregistrat primele succese. A continuat să se antreneze în timpul serviciului militar.
Și-a făcut debutul international la Jocurile Olimpice din 1920 de la Anvers, unde a cucerit argintul la 5.000 m și aurul la 10.000  și la cros la individual și pe echipe. Dezamăgit ca a pierdut la proba de 5.000 m, a început să se antreneze într-un mod mai metodic, purtând un cronometru pentru a-și regla ritmul. În paralel a obținut diploma de inginer. În anul 1923 dobora recordul mondial la milă, la 5000 m și la 10.000 m, o performanță care nu a mai fost realizată până în prezent.
La Jocurile Olimpice din 1924 de la Paris era marele favorit. Nu a dezamăgit așteptările, cucerind probele de 1500 m, 5.000 m, 3.000 m pe echipe și ambele probe de cros într-o perioadă de patru zile și în pofida unui val de căldură. Totuși, oficialii finlandezi au refuzat să-l înscrie și la proba de 10.000 m din grija pentru sănătatea sa, împiedicându-l să-și apere titlul. Potrivit legendei, a alergat 29:58 pe pista de antrenament în timpul ce conaționalul său Ville Ritola câștiga proba cu timpul record de 30:23,2. Supărat, a stabilit un nou record mondial la această distanță chiar la întoarcerea sa în Finlandia.
În anul 1925 a făcut un turneu în Statele Unite. A participat la 55 alergările într-o perioadă de cinci luni, câștigând 53 dintre ele. Turneul a cunoscut un mare succes, dar l-a afectat fizic pe el. Din acest an nu a mai stabilit niciun record.
La Jocurile Olimpice din 1928 de la Amsterdam a obținut trei medalii, aurul la 10.000 m și argintul la 5.000 m și la 3.000 m obstacole. La sfârșitul anului a făcut un al doilea turneu în Statele Unite, după care a stabilit noi recorduri la 6 mile și la 20 km. S-a pregătit intensiv pentru Jocurile Olimpice din 1932 de la Los Angeles, dar la începutul acestui an a fost descalificat de Asociația Internațională a Federațiilor de Atletism (IAAF) drept sportiv profesionist. Federația Finlandeză de Atletism nu a acceptat această decizie și Paavo Nurmi a continuat să participe la competițiile în Finlanda. 

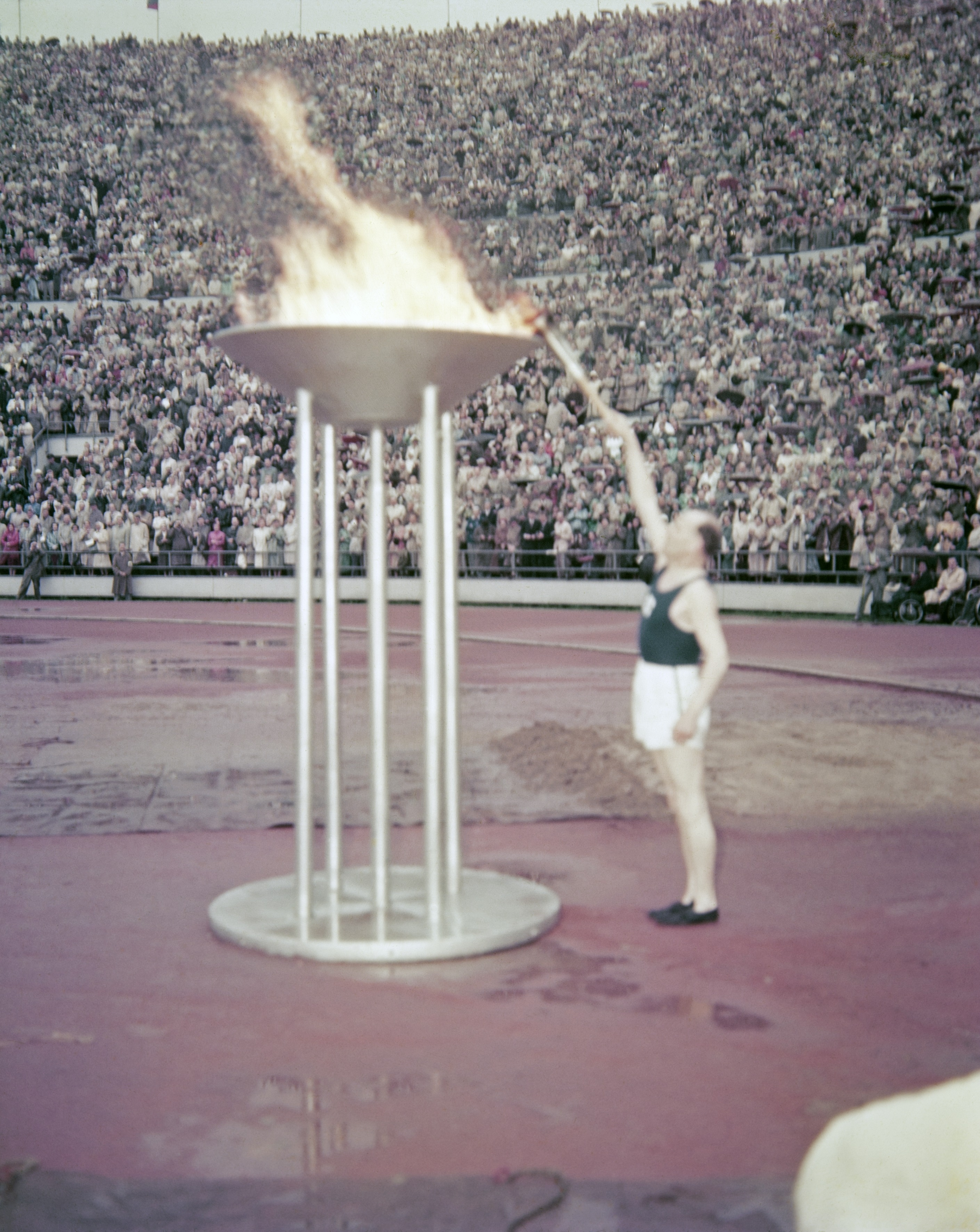
La Jocurile Olimpice de la Helsinki din 1952

După ce s-a retras în septembrie 1934, s-a consacrat în societatea sa de construcții. În paralel a antrenat alergători finlandezi. La începutul anului 1940 a ajuns în Statele Unite pentru a cere ajutor pentru țara sa din cadrul Războiului de Iarnă.
La Jocurile Olimpice din 1952, organizate „acasă” în Helsinki, a fost desemnat să aduce torța olimpică în stadionul olimpic din cadrul ceremoniei de deschidere. A aprins flacăra din interiorul stadionului, apoi aceasta a fost dusă în turnul stadionului, unde Hannes Kolehmainen a aprins ultima flacăra.
S-a stins din viață în Helsinki pe 2 octombrie 1973, la vârsta de 76 de ani. A fost înmormântat cu funeralii de stat.

## Palmares
| An   | Competiție        | Locație           | Loc | Eveniment        | Note      |
| ---- | ----------------- | ----------------- | --- | ---------------- | --------- |
| 1920 | Jocurile Olimpice | Anvers, Belgia    | 2   | 5000 m           | 15:00,0   |
| 1920 | Jocurile Olimpice | Anvers, Belgia    | 1   | 10 000 m         | 31:45,8   |
| 1920 | Jocurile Olimpice | Anvers, Belgia    | 1   | cros             | 27:15     |
| 1920 | Jocurile Olimpice | Anvers, Belgia    | 1   | cros pe echipe   | 10 pct.   |
| 1924 | Jocurile Olimpice | Paris, Franța     | 1   | 1500 m           | 3:53,6    |
| 1924 | Jocurile Olimpice | Paris, Franța     | 1   | 5000 m           | 14:31,2   |
| 1924 | Jocurile Olimpice | Paris, Franța     | 1   | 3000 m pe echipe | 18:24,5   |
| 1924 | Jocurile Olimpice | Paris, Franța     | 1   | cros             | 32:54,8   |
| 1924 | Jocurile Olimpice | Paris, Franța     | 1   | cros pe echipe   | 1:45:32,2 |
| 1928 | Jocurile Olimpice | Amsterdam, Olanda | 2   | 5000 m           | 14:40,0   |
| 1928 | Jocurile Olimpice | Amsterdam, Olanda | 1   | 10 000 m         | 30:18,8   |
| 1928 | Jocurile Olimpice | Amsterdam, Olanda | 2   | 3000 m obstacole | 9:31,2    |

## Legături externe
Materiale media legate de Paavo Nurmi la Wikimedia Commons
- en Paavo Nurmi la World Athletics
- en Paavo Nurmi la Olympedia.org